# Brgud
Brgud je naselje na Hrvaškem, ki upravno spada pod mesto Benkovac Zadrske županije.

## Demografija
| Pregled števila prebivalcev po letih | Pregled števila prebivalcev po letih | Pregled števila prebivalcev po letih | Pregled števila prebivalcev po letih | Pregled števila prebivalcev po letih | Pregled števila prebivalcev po letih | Pregled števila prebivalcev po letih | Pregled števila prebivalcev po letih | Pregled števila prebivalcev po letih | Pregled števila prebivalcev po letih | Pregled števila prebivalcev po letih | Pregled števila prebivalcev po letih | Pregled števila prebivalcev po letih | Pregled števila prebivalcev po letih | Pregled števila prebivalcev po letih |
| ------------------------------------ | ------------------------------------ | ------------------------------------ | ------------------------------------ | ------------------------------------ | ------------------------------------ | ------------------------------------ | ------------------------------------ | ------------------------------------ | ------------------------------------ | ------------------------------------ | ------------------------------------ | ------------------------------------ | ------------------------------------ | ------------------------------------ |
| 1857                                 | 1869                                 | 1880                                 | 1890                                 | 1900                                 | 1910                                 | 1921                                 | 1931                                 | 1948                                 | 1953                                 | 1961                                 | 1971                                 | 1981                                 | 1991                                 | 2001                                 |
| 383                                  | 661                                  | 446                                  | 519                                  | 649                                  | 650                                  | 957                                  | 756                                  | 707                                  | 749                                  | 786                                  | 762                                  | 709                                  | 611                                  | 3                                    |

## Geografija
Brgud leži ob rimski cesti katera je Zadar preko Benkovca,  Asserie in Burnuma povezovala s Kninom. Od Benkovca je oddaljen 12 km.

## Zgodovina in zanimivosti
- ostanki turškega obrambnega stolpa
- pravoslavna cerkev sv. Lazarja
- v bližini naselja leži arheološko nahajališče Gradina Jarebinjak

Jarebinjak (na zemljevidu tudi Jerebnjak) je od naselja Brgud oddaljen okoli 1,5 km.  Jarebinjak se pogosto povezuje z rimskim naseljem Alveria. Pri izkopavanjih so arheologi odkrili ostanke dveh rimskih zgradb, ostanke rimske ceste z ohranjenim v kamen vrezanim kolosekom, več kamnitih gomil ter več nagrobnikov in nagrobnih napisov. Sodeč po doslej zbranih arheoloških fragmentih pa je zelo verjetno, da je bilo to področje neprekinjeno poseljeno od železne dobe do srednjega veka.